# Episodi di Jessie (quarta stagione)
La quarta e ultima stagione della serie televisiva Jessie è stata trasmessa in prima visione assoluta negli Stati Uniti dal canale pay Disney Channel dal 9 gennaio al 16 ottobre 2015.
In Italia la quarta stagione è andata in onda dal 26 aprile 2015 al 28 febbraio 2016, dal canale Pay TV Disney Channel delle piattaforme televisive Mediaset Premium e Sky.
| n° | Titolo originale              | Titolo italiano               | Prima TV USA      | Prima TV Italia   |
| -- | ----------------------------- | ----------------------------- | ----------------- | ----------------- |
| 1  | But Africa Is So... Fari      | Un salto in Africa            | 9 gennaio 2015    | 26 aprile 2015    |
| 2  | A Close Shave                 | Una rasatura al fil di pelle  | 16 gennaio 2015   | 3 maggio 2015     |
| 3  | Four Broke Kids               | Quattro ragazzi in fallimento | 6 febbraio 2015   | 10 maggio 2015    |
| 4  | Moby and SCOBY                | Moby Dick e Scoby             | 20 febbraio 2015  | 17 maggio 2015    |
| 5  | Karate Kid-tastrophe          | Karate Kid-tastrofe           | 27 marzo 2015     | 24 maggio 2015    |
| 6  | Basket Cases                  | Casi disperati                | 28 marzo 2015     | 31 maggio 2015    |
| 7  | Capture the Nag               | Acchiappa la bandiera         | 7 aprile 2015     | 6 dicembre 2015   |
| 8  | What a Steal                  | Amicizie ingannevoli          | 17 aprile 2015    | 13 settembre 2015 |
| 9  | Driving Miss Crazy            | La patente di guida           | 24 aprile 2015    | 20 settembre 2015 |
| 10 | Bye Bye Bertie                | Arrivederci Bertie            | 15 maggio 2015    | 13 dicembre 2015  |
| 11 | Rossed at Sea, Part 1         | Una sirena a bordo (Parte 1)  | 5 giugno 2015     | 17 gennaio 2016   |
| 12 | Rossed at Sea, Part 2         | I Ross in vacanza (Parte 2)   | 6 giugno 2015     | 24 gennaio 2016   |
| 13 | Rossed at Sea, Part 3         | Basta mare! (Parte 3)         | 7 giugno 2015     | 31 gennaio 2016   |
| 14 | Dance, Dance Resolution       | Tutti in pista!               | 10 luglio 2015    | 29 novembre 2015  |
| 15 | Someone Has Tou-pay           | A qualcuno piace calvo        | 24 luglio 2015    | 20 dicembre 2015  |
| 16 | Identity Thieves              | Scambio di ruoli              | 11 settembre 2015 | 7 febbraio 2016   |
| 17 | Katch Kipling                 | Kipling e Zuri alla riscossa  | 18 settembre 2015 | 14 febbraio 2016  |
| 18 | The Ghostest with the Mostest | Sorpresa di Halloween         | 2 ottobre 2015    | 3 ottobre 2015    |
| 19 | The Fear in Our Stars         | La paura è nelle stelle       | 9 ottobre 2015    | 21 febbraio 2016  |
| 20 | Jessie Goes to Hollywood      | Urrà per Hollywood            | 16 ottobre 2015   | 28 febbraio 2016  |

## Un salto in Africa
- Titolo originale: But Africa Is So... Fari
- Diretto da: Rich Correll
- Scritto da: Eric Schaar

### Trama
Jessie riceve un messaggio da Brooks e crede che lui sia ancora innamorato di lei, perciò decide di andare a scrivere lui una e-mail. I ragazzi però fraintendono e pensano che Jessie voglia recarsi in Africa perché è ancora innamorata di Brooks.
- Guest star: Pierson Fode (Brooks Wentworth), Hina Abdullah (Kami)

## Una rasatura al fil di pelle
- Titolo originale: A Close Shave
- Diretto da: Valerie Ahern e Christian McLaughlin
- Scritto da: Shannon Flynn

### Trama
Mentre Bertram sta radendo Luke, Zuri entra in cucina gridando e lui per lo spavento crea un solco tra i capelli del ragazzo. Luke vuole vendicarsi ma Jessie lo convince a desistere consigliandogli di affrontare la cosa con maturità. La sorellastra di Jessie, Darla, va a trovarla a New York per conoscere il marito, Brooks. Jessie non avendo detto alla sorellastra di aver annullato le nozze chiede a Tony di fingere di essere Brooks.
- Guest star: Chris Galya (Tony Chiccolini), Molly Burnett (Darla Shannon)

## Quattro ragazzi in fallimento
- Titolo originale: Four Broke Kids
- Diretto da: Kevin Chamberlin
- Scritto da: Pamela Eells O'Connell

### Trama
Brutte notizie in casa Ross: Morgan e Christina perdono improvvisamente tutti i soldi e i figli si ritrovano privi quasi di qualsiasi possedimento. Come se non bastasse, la signora Chesterfield li caccia di casa, dichiarando di aver acquistato il loro attico. Jessie e i ragazzi sono quindi costretti a vivere nello stretto appartamento di Tony e a lavorare per mantenersi, non senza difficoltà. Sospettando che la loro disgrazia economica sia causata dalla Chesterfield, i cinque indagano per incastrarla, ma la donna si rivela innocente. In ogni caso, dopo un paio di settimane si scopre che è tutto frutto di un malinteso: hanno sbagliato famiglia, perciò i Ross riottentengono tutto e si riprendono la casa.
- Guest star: Chris Galya (Tony Chiccolini), Carolyn Hennesy (Rhoda Chesterfield)

## Moby Dick e Scoby
- Titolo originale: Moby and SCOBY
- Diretto da: Bob Koherr
- Scritto da: Pamela Eells O'Connell

### Trama
Jessie, dopo un'ennesima delusione sul teatro, decide di iscriversi ad un corso universitario di letteratura tenuto dal professor Fisk. Il caso vuole che però anche Ravi frequenti lo stesso corso, mettendola in imbarazzo davanti a tutti. intanto Emma sfrutta uno speciale batterio per spaventare a morte Luke e Zuri prende una giraffa, che però sembra adorare più Bertram che lei.
- Guest star: Kevin Symons (Professor Fisk)

## Karate Kid-tastrofe
- Titolo originale: Karate Kid-tastrophe
- Diretto da: Bob Koherr
- Scritto da: Adam Lapidus

### Trama
Emma ha una crisi adolescenziale: comincia a vestirsi in modo più dark, si tinge i capelli di viola e si fa un tatuaggio senza permesso. Mentre Jessie è distratta, Emma scappa e si rifugia al New York Tipton Hotel. Jessie corre a recuperarla e viene aiutata dal gestore dell'hotel, il signor Moseby (dalle serie Zack e Cody al Grand Hotel e Zack e Cody sul ponte di comando). Infine Emma si sfoga con Jessie, si dà una ripulita e torna a casa con lei. Nel frattempo Zuri deve passare un esame di karate e viene addestrata da Luke. Durante la prova, cade preda nell'ansia, ma grazie a Luke supererà brillantemente l'esame e ottiene la cintura nera. Ravi invece, cerca di comportarsi da cattivo ragazzo per attirare l'attenzione.
- Guest star: Jess King (Istruttore Karate), Phill Lewis (signor Moseby)

## Casi disperati
- Titolo originale: Basket Cases
- Diretto da: Rich Correll
- Scritto da: Adam Lapidus

### Trama
Jessie è costretta a partecipare ad un progetto scolastico con Hudson. Emma e Zuri continuano a litigare, perché l'ultima continua ad indossare i vestiti di Emma. Luke non vuole che Ravi giochi a basket con lui, ma Ravi si fa aiutare da Chris Paul e riesce a vincere una partita.
- Guest star: Matt Shively (Hudson), Marcus Choi (Professor Hawkins), Nadji Jeter (Terry), Chris Paul (se stesso)

## Acchiappa la bandiera
- Titolo originale: Capture the Nag
- Diretto da: Rich Correll
- Scritto da: Mike Montesano e Ted Zizik

### Trama
Va via la corrente elettrica, così Jessie invita i ragazzi a giocare ad un gioco che amava da piccola: acchiappa la bandiera.
- Guest star: Matt Shively (Hudson), JJ Totah (Stuart)

## Amicizie ingannevoli
- Titolo originale: What a Steal
- Diretto da: Phill Lewis
- Scritto da: Valerie Ahern e Christian McLaughlin

### Trama
Jessie porta Ravi ad una riunione MENSA nel parco, nel tentativo di fare amicizia con qualcuno. Una ragazza dai capelli rossi di nome Madeline origlia Ravi parlare di matematica e non poteva fare a meno di parlare di matematica con lui. Ravi la porta a casa e cominciano a giocare a un gioco d'intelligenza, ma arriva Zuri e coinvolge Madeline in giochi e film di pony. Arriva anche Emma che vuole far vedere a Madeline i suoi preziosissimi gioielli. Mentre i tre fratelli sono via, si scopre che in realtà la ragazzina è una ladra. Intanto Jessie esce con Scott, un ragazzo del bar, ma scopre che ha paura dei ragni e lo lascia. In seguito Madeline ammanetta Ravi, Zuri, Emma e Jessie, che scopre che Scott è il fratello di Madeline. Jessie si unisce al duo di ladri e li aiuta a ripulire la casa. Intanto Luke e Bertram tornano dal mercatino e vengono ammanettati con gli altri. Cominciano a parlare male di Jessie, mentre lei con i due fratelli ladri sono in ascensore con la refurtiva. Jessie tira fuori dalla roba rubata una scatola con dei ragni facendo spaventare Scott che schiaccia Madeline, così Jessie chiama la polizia e i ladri vengono arrestati.
- Guest star: Blake Cooper Griffin (Scott), Francesca Capaldi (Madeline)

## La patente di guida
- Titolo originale: Driving Miss Crazy
- Diretto da: Rich Correll
- Scritto da: Mike Montesano e Ted Zizik

### Trama
Emma sta frequentando un corso per prendere la patente. Tuttavia, la sua disattenzione alla guida la porta ad investire un carretto degli hot dog. Risultato: Emma non vuole più guidare.
- Guest star: Raymond Lee (Clifford)

## Arrivederci Bertie
- Titolo originale: Bye Bye Bertie
- Diretto da: Debby Ryan
- Scritto da: Sally Lapiduss e Erin Dunlap

### Trama
- Guest star: Carolyn Hennesy (Rhoda Chesterfield), Napoleon Ryan (Roger Bevans)

## Una sirena a bordo
- Titolo originale: Rossed at Sea, Part 1
- Diretto da: Rich Correll
- Scritto da: Joshua Corey e Brian Katz

### Trama
I Ross partono per una vacanza con lo Yate di famiglia e partono per il mediterraneo. Poco dopo trovano una ragazza in mare che ha perso la memoria e Zuri suppone che sia una sirena e lei ci crede.
- Guest star: Meaghan Martin (Kim)

## I Ross in vacanza (Parte 2)
- Titolo originale: Rossed at Sea, Part 2 (Roma Therapy)
- Diretto da: Rich Correll
- Scritto da: Mike Montesano e Ted Zizik

### Trama
Dopo essere stati raggiunti da Bertram in Italia, Jessie e i ragazzi si fermano nell'isola di Capaldi dove la loro guida turistica, Marco, racconta loro un'antica storia.
- Guest star: Deniz Akdeniz (Marco)

## Basta mare!
- Titolo originale: Rossed at Sea, Part 3
- Diretto da: Rich Correll
- Scritto da: Joshua Corey e Brian Katz

### Trama
I ragazzi non fanno che litigare e così Jessie decide di riportarli a casa. Ma quando pensano di essere attraccati in Italia in realtà non è così, e presto si ritroveranno in un temporale molto turbolento in mezzo al mare.

## Tutti in pista!
- Titolo originale: Dance, Dance Resolution
- Diretto da: Debby Ryan
- Scritto da: Sally Lapiduss e Erin Dunlap

### Trama
È finalmente arrivato il ballo scolastico e i ragazzi sono alle prese con numerosi inviti: Zuri vuole invitare Martin e accetta i consigli di Emma, che però non si rivelano utili, mentre Luke tenta di invitare Nora, la ragazza più popolare della scuola, causando solo pasticci e Ravi si trasforma in un ribelle per conquistare la ragazza che gli piace. Bertram, intanto, si prepara per uno spettacolo al Metropolitan di cui lui sarà partecipe.
- Guest star: Jaden Martin (Martin), Vale De La Maza (Jax), Genneya Walton (Nora), The Vamps

## A qualcuno piace calvo
- Titolo originale: Someone Has Tou-pay
- Diretto da: Rich Correll
- Scritto da: Valerie Ahern e Christian McLaughlin

### Trama
Bertram si sta preparando per il ritorno sul palco della sua boy band, i Bad Direction, ma qualcuno ruba il suo toupet per il concerto e toccherà a Jessie vestire i panni dell'investigatrice e ritrovarlo.

## Scambio di ruoli
- Titolo originale: Identity Thieves
- Diretto da: Debby Ryan
- Scritto da: Monica Contreras e Jess Pineda

Zuri soffia ad Emma il ruolo di ragazza top di New York;Luke diventa intelligente e Ravi non ne è contento

## Kipling e Zuri alla riscossa
- Titolo originale: Katch Kipling
- Diretto da: Lauren Breiting
- Scritto da: Adam Lapidus

### Trama
Zuri si sente cresciuta e vuole ottenere più libertà da Jessie me quest'ultima si oppone tentando in tutti i modi di tenerla d'occhio. Intanto, Ravi approfitta di Mrs Kipling per ottenere popolarità sul web.

## Sorpresa di Halloween
- Titolo originale: The Ghostest with the Mostest
- Diretto da: Rich Correll
- Scritto da: Sally Lapiduss e Erin Dunlap

### Trama
- Nota: Logan e Delia di Non sono stato io sono comparsi in questo episodio, ma nell'edizione italiana con doppiatori diversi da quelli della serie da cui provengono.

## La paura è nelle stelle
- Titolo originale: The Fear in Our Stars
- Diretto da: Bob Koherr
- Scritto da: Joshua Corey, Brian Kratz e Eric Schaar

## Urrà per Hollywood
- Titolo originale: Jessie Goes to Hollywood
- Diretto da: Bob Koherr
- Scritto da: Pamela Eells O'Connell

### Trama
Jessie va Hollywood per un film in cui ha una piccola parte, salva eroicamente i figli di Cristina, finiti nei guai sull' H della scritta che troneggia nelle colline adiacenti. E il regista rimasto colpito dal gesto, le affida il ruolo di protagonista in una serie TV di cui protagonista è una babysitter.
- Nota: Nella programmazione Sky e su Disney+ l'episodio viene riconosciuto come Jessie va a Hollywood.
- Guest star: Chris Galya (Tony), Cristina Moore(Cristina), Xavier Adams(guerriero).